# Jan Vianney
Svatý Jean Baptiste Marie Vianney (8. května 1786, Dardilly, Francie – 4. srpna 1859) byl francouzský diecézní kněz, prohlášen za svatého a navíc patrona kněží v duchovní správě. Často je znám jako svatý farář z Arsu podle místa, kde působil. Stal se mezinárodně slavným pro svou kněžskou a pastýřskou práci ve své farnosti díky snaze ji a její okolí radikálně duchovně přetvořit. V souvislosti se 150. výročím jeho úmrtí vyhlásil v roce 2009 papež Benedikt XVI. rok kněží. V roce 1925 byl papežem Piem XI. svatořečen a v roce 1929 prohlášen patronem kněží.

## Život

### Narození a mládí
Narodil se v obci Dardilly ve Francii poblíž Lyonu a pracoval na statku u rodičů do svých 19 let, kdy začal studovat v kněžském semináři. Mládí prožíval v době Velké francouzské revoluce, kdy byli katolíci pronásledováni; region Rhône-Alpes, kde leží město Dardilly za Jean-Marieho mládí byl ve velkém náboženském otřesu a jeho rodina musela tajit svou katolickou víru. Ihned po narození byl pokřtěn jménem Jan Křtitel (Jean–Baptiste). Rodiče jej zasvětili ochraně Panny Marie, takže si později ke svému jménu přidal jméno Maria (odtud: Jan Maria Vianney). Doba vynucené vojenské služby v Napoleonově armádě byla pro něj překážkou pro studia. Ve škole se mu příliš nevedlo, ale na přímluvu generálního vikáře, který v něm rozpoznal jeho schopnosti, byl vysvěcen na kněze a poslán ke svému učiteli P. Balleyovi na faru do Ecculy jako kaplan. Balley ale roku 1817 zemřel a na jeho místo nastoupil nový farář, nemající pro Vianneye příliš pochopení. Proto byl Vianney přemístěn jako farář na faru do vesnice Ars-sur-Formans.

### Služba duším
V posledních letech svého života trávil ve zpovědnici až 16 hodin denně. Je doloženo, že měl jakýsi vhled do budoucích událostí. Podle jednoho životopisu za ním přišla dívka poradit se o vstupu do kláštera. Vianney jí řekl, aby do toho konkrétního kláštera nevstupovala, že ten bude do roka zavřen. A skutečně se tak stalo.
Za několik let se z vesnice Ars stalo vyhledávané místo, kam putovaly zástupy lidí. Mnozí z nich proto, aby se vyzpovídali nebo proto, aby si vyslechli kázání faráře z Arsu. Mnoho kněží z okolí na něj nevražilo pro jeho oblíbenost, vyhlášenou skromnost a prostotu. Osočovali jej, že je hloupý. Jeho biskup na jejich útoky odpověděl: „Přál bych si, aby všechno mé duchovenstvo bylo stiženo stejnou hloupostí.“ Ve vesnici Ars zůstal Jan Maria Vianney nakonec celý svůj život, přestože chtěl několikrát odejít do ústraní.

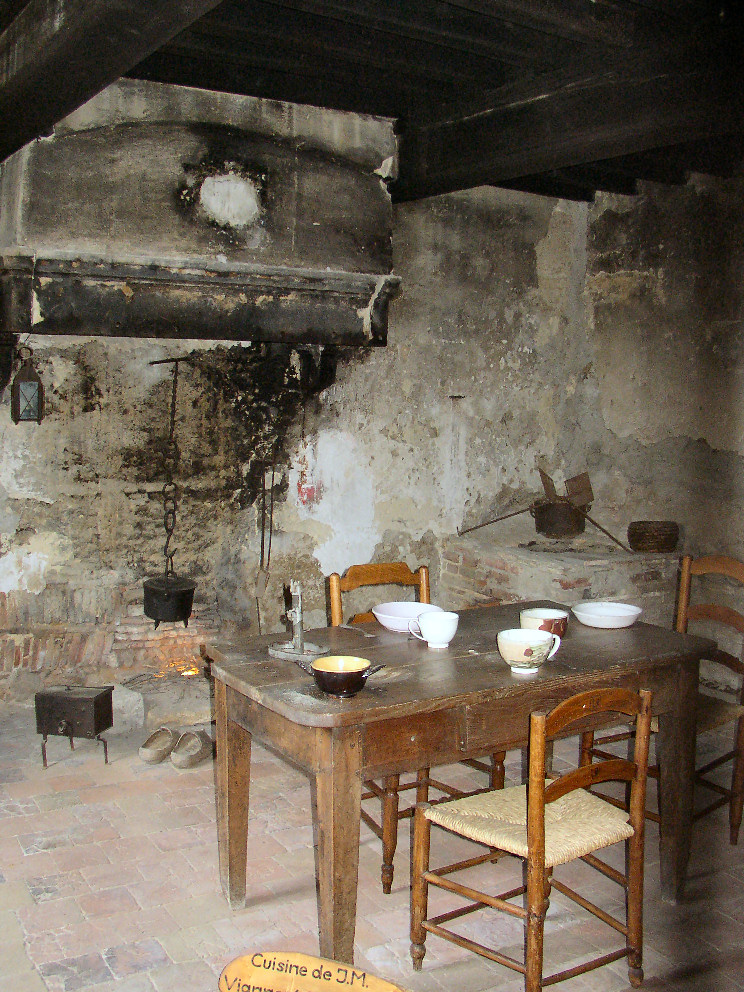
Kuchyně sv. Jana Vianneye

Vnímal potřebu vzdělávání dětí arských rolníků. Založil proto přímo v Arsu dívčí školu, kterou svěřil řeholnicím a škola dostala jméno La Providence (Prozřetelnost). Zajímavé je, že na stavbě domu La Providence sám manuálně pracoval (jako přidavač). Staral se také o zvelebení a rozšíření farního kostela, který měl za jeho příchodu do Arsu podobu spíše větší kaple. Přistavěl k němu několik bočních kaplí a celkově jej rozšířil.

### Ďábelské útoky
Známé jsou i nevysvětlitelné jevy, jejichž dějištěm měla být arská fara. Jan Maria Vianney se pro svou obětavou službu duším prý stal terčem útoků ďábla. Sám uváděl, že byl po nocích „kýmsi“ týrán, uváděl že jej „někdo“ vláčel po podlaze za vlasy atd. Záhy poznal, že útoky jsou prudší, když měl druhý den k němu přijít ke zpovědi nějaký velký hříšník.
Proti těmto ďábelským zásahům se nejprve snažil bojovat ryze pozemskými prostředky. Pozval si na faru mladého muže, aby tam přes noc bděl s nabitou puškou. Po jediné noci mladík s hrůzou prohlásil že faru už nikdy hlídat nebude. Světec tedy začal bojovat se zlem sám – modlitbou.
V posledních letech svého života měl od ataků klid a žil v míru a pokoji.

### Jako kazatel
Jan Maria Vianney nebyl zpočátku příliš dobrým kazatelem. Je dokumentováno, že kázání si psal a pak se text dlouze učil nazpaměť, ale někdy mu to bylo málo platné a uprostřed kázání zapomněl, jak by měl pokračovat a musel kázání přerušit. V této době měl kázání velice stručná.
V pozdější době se ale vypracoval na velice známého kazatele, který již kázal spontánně a uměl posluchače zaujmout. Tehdy začala jeho kázání být velice dlouhá, prokládaná citáty z církevních otců a příklady ze života svatých. Když bylo třeba, neváhal používat velice silná slova. Česky zatím vyšly tři knížky překladů jeho kázání.
Některé citáty z kázání:
- Kázání o nečistotě (smilstvu)

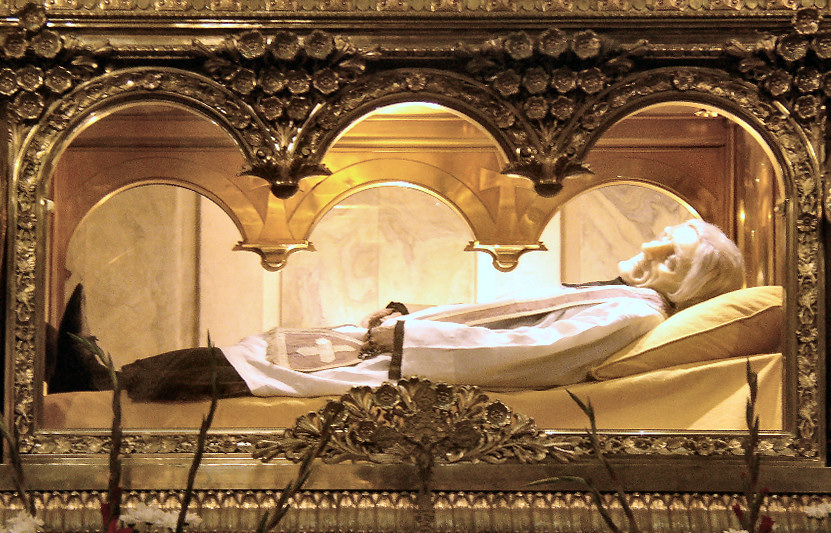
Tělo Jana Vianneye

Směle můžeme říct, že právě tento proklatý hřích byl příčinou všech neštěstí vyvoleného lidu. Pohleďme na Davida, na Šalamouna, či na jiné biblické postavy. Co bylo původem pohany, která padla na jejich poddané? Což ne ta proklatá neřest? Ach, můj Bože, kolik duší ti vyrvává tento hřích. A kolik obětí přináší peklu (...) Ach, můj Bože, jak se křesťané vůbec mohou oddávat takovým nestydatostem! Kdyby se alespoň po těchto hrozných úpadcích utíkali k Bohu a prosili ho o odpuštění. A co si máme myslet o tom, že velká část lidí i přes spáchání tohoto hříchu žije pokojně a spěje k zatracení na věky?
- Kázání o lehkovážném posuzování bližních

Lidé obyčejně chyby zobecňují. Když vidí jednoho špatného člověka, hned odsuzují celý jeho rod. Najde se ve farnosti jeden zvrácený člověk a už se říká, že celá ves nestojí za nic. Stane se někdy, že někdo odepře almužnu žebrákovi. Můžeme říci, že je to lakomec, že má srdce z kamene a nemá nižádnou hodnotu? Víme, že koná krásné skutky milosrdenství, které Bůh zjeví až při posledním soudu? Drazí, nerozvážné soudy jsou v rozporu s láskou k bližnímu.
- Kázání o lásce k bližnímu

Na čem je založena láska k bližnímu? Za prvé: Přát bližnímu dobro. Za druhé: Pracovat pro jeho dobro při každé nabízející se příležitosti. Za třetí: Snášet a omlouvat chyby bližního. Na tom spočívá opravdová láska, bez které je nemožné najít milost u Boha a spásu své duše.
- Jednou také řekl

Člověk je tak velký, že mu nic na světě nemůže stačit, jen když se obrátí k Bohu, je spokojený.

### Závěr života
Jako duchovní vůdce mnohých měl mnoho práce, spal stále jen několik hodin denně a většinu dne zpovídal.
Když zemřel, jeho tělo se nezačalo rozkládat, a dodnes je k vidění v celistvosti v kostele v Arsu na bočním oltáři v prosklené rakvi. Je uchováváno bez jakéhokoliv balzamování a konzervace.

## Výroky o kněžích
- „Svatý Bernard nám říká, že vše k nám přišlo skrze Marii; a my také můžeme říci, že vše k nám přišlo skrze kněze; ano veškeré štěstí, veškeré milosti, všechny nebeské dary. Kdybychom neměli svátost svěcení, neměli bychom našeho Pána.“
- „Kdybych měl potkat kněze a anděla, pozdravil bych nejdříve kněze a až pak anděla. Anděl je totiž přítelem Božím, ale kněz zaujímá Jeho místo.“
- „Kněz odejde buď do nebe, anebo do pekla s tisícím zástupem lidí za svými zády.“